# Magaly Medina
Magaly Jesús Medina Vela (Huacho, 31 de marzo de 1963) es una conductora de espectáculos, empresaria y productora de televisión peruana.
Alcanzó gran popularidad durante la emisión de su programa de espectáculos en televisión Magaly TV, que cuya primera versión se transmitió diariamente entre 1997 y 2012; y hoy, con su reestructuración en 2019. Desde allí, Medina comentó el modo de vida de la farándula peruana a la que llamaba «Chollywood», que se convirtió en una marca registrada en 2008; además de realizar críticas y destapes sobre la vida de presentadores, actores y personajes del espectáculo bajo el lema inédito denominado «ampay», que luego se extendería a todos los programas de espectáculos en la televisión peruana después de su salida. 
Apodada «Urraca», es considerada una referente en la televisión peruana. En 2007 Semana Económica la etiquetó como «la mujer con mayor influencia en la opinión pública» en el país, mientras que en 2008 la revista posicionó en su Encuesta del poder como el «personaje popular más poderoso», para que en 2011 sea nuevamente considerada como el más influyente en el sector «Farándula y espectáculos». En 2023 fue nominada a los Premios Martín Fierro como mejor presentadora y mejor programa de espectáculos, en que ganó el título de mejor conductora.
Además, Magaly lanzó dos libros como escritora, El precio de ser Magaly Medina: Mi verdad en la cárcel y ¡Hola, guapa!. 
En el año 2008 fue encarcelada, cumpliendo 6 meses de prisión efectiva y el pago de 26,000 dólares por difamar al futbolista peruano Paolo Guerrero. También es una de las más grandes críticas contra el reality Esto es Guerra.

## Primeros años y estudios
Magaly es la mayor de tres hermanos. Desde niña, estuvo atraída por las letras, en particular en la poesía y la declamación, demostrándolo en sus actuaciones en el Colegio Nacional Mercedes Indacochea de Huacho, Perú.
En 1980, Medina se trasladó a Lima para iniciar su formación profesional en la entonces Escuela de Periodismo Jaime Bausate y Meza. A instancias de su padre, comenzó sus primeras prácticas profesionales en el diario Correo apenas dos años después de su ingreso. La decisión de enfocarse en la crianza de su primer hijo la llevó a posponer temporalmente la vida universitaria.
Medina se ha identificado como «periodista» a lo largo de su trayectoria, a pesar de no haber obtenido la licenciatura. En 2020, expresó su postura respecto a la colegiación profesional, indicando que prefiere ejercer su trayectoria de presentadora de programas de espectáculos de manera independiente, sin la necesidad de afiliarse al Colegio de Periodistas del Perú. En 2025, señaló que tenía intención de terminar la carrera.

## Trayectoria

### Primeros años en el periodismo
Su incursión en la televisión se produjo a inicios de la década de 1990 en el programa periodístico de debates Fuego cruzado en el que junto a otros periodistas y a la lingüista Martha Hildebrandt (miembro en ese entonces de Academia Peruana de la Lengua) cuestionaron y criticaron duramente al conocido y hoy desaparecido conductor de televisión Augusto Ferrando, a quien calificaron de vulgar y chabacano por su estilo de conducción en su desaparecido programa Trampolín a la fama. Este hecho aconteció en dicho programa, el cual había anunciado un homenaje a este popular personaje de la televisión.
Su comienzo en la televisión peruana se produjo en El noticiero de ATV. Se trataba tan solo de una secuencia de espectáculos llamado: Pese a quien le pese. Luego su espacio pasó a convertirse en un programa propio. Tiempo después fue denominado Magaly TV, nombre el cual aún conserva. Dicho programa fue transmitido algunas temporadas por la señal de Frecuencia Latina para luego retornar a la de ATV.

### Radio y otras participaciones
En 2002 ingresó a la estación Ke-Buena para conducir su primer programa radial Pese a quien le pese. En 2007 animó el festival Artistas unidos por el Perú desde el Sports Arena en Los Ángeles. En 2009 regresó a la locución radial para la emisora Capital, en que permaneció unos meses. En 2022 fue invitada por Radiomar para presentar el especial Salsa para infieles.

### Regreso a la televisión
Luego de haber salido de la Cárcel el 31 de diciembre de 2008, inmediatamente se dirigió a la sede del canal ATV, para reunirse con los directivos del canal y su equipo de producción, ese mismo día grabó su spot publicitario para su regreso a las pantallas el día 5 de enero anunciando que esta "más fuerte que nunca". El lunes, inició su programa con la entrevista a su abogado César Nakasaki, el cual explicó su situación legal; luego de esto, Magaly anunció que aún no está preparada para regresar a las pantallas y que regresará muy pronto. 
El 15 de enero de 2009 viajó a Miami, Estados Unidos para reunirse con su productor Ney Guerrero; regresando el 30 de enero. El 7 de febrero, grabó su spot publicitario junto a grupo de cumbia Hermanos Yaipén, bailando una canción y aludiendo supuestamente a Paolo Guerrero diciendo "Tendría que llorar por ti y ahora me río, me río, me río", el spot anunció el retorno de la 'Urraca' a la televisión el 23 de febrero.
El 23 de febrero, Medina regresó a la televisión con su decimosegunda temporada de Magaly TeVe vestida de blanco y con nuevo escenario. Días después, la Congresista de la República, Karina Beteta del Partido UPP condecoró a Magaly Medina por el Día de la Mujer por su condición de mujer provinciana exitosa. Esta premiación recibió muchas críticas de diversos sectores.
El 27 de abril de 2009, la Asociación Nacional de Anunciantes (ANDA) decidió dar Luz roja al programa de televisión que conduce Medina. Dicha luz roja corresponde a una sanción ética por los contenidos del programa al que se le aplica y una recomendación a los anunciantes de que no coloquen publicidad en dicho espacio.
En marzo de 2012 volvió a la televisión celebrando 15 años de programa; sin embargo, la periodista decidió finalizar con el ciclo de Magaly TeVe. En 2013 tuvo una participación como jurado del reality Peru´s Next Top Model.

### Etapa actual
Casi dos años después del fin de Magaly TeVe, Medina decidió renunciar a ATV para posteriormente firmar un contrato con Latina, donde estrenó el late show sabatino con su propio nombre Magaly el 19 de septiembre del 2014 y obtuvo un retorno exitoso, siendo el programa más visto del sábado y dejando en segundo lugar a su competencia directa Gisela, el gran show de América Televisión, logrando 23 puntos de índice de audiencia, siendo el programa con mayor audiencia en la televisión peruana.
En el 2015, finaliza el ciclo de su programa de entrevistas Magaly luego de liderar su horario los sábados por la noche en la mayoría de sus emisiones, para así darse paso en la conducción de En carne propia, una temporada de programas especiales enfocados en la difusión de temas de carácter social, expuestos desde un ángulo más periodístico.
Ese 2017, condujo el espacio noticioso 90 matinal en Latina, junto a Mijael Garrido Lecca, que luego fue reemplazado por Pedro Tenorio. Posteriormente en marzo de 2018 presentó simultáneamente La purita verdad, un magazín emitido en la misma cadena televisiva. En mayo de 2018 se anunció que el programa fue retirado temporalmente de la parrilla por sus críticas a Paolo Guerrero. Latina Televisión lanzó un comunicado durante 90 central, en donde la presentadora debía ser censurada hasta el final del Mundial Rusia 2018.

Es muy difícil creer que en una tetera se te haya quedado un poco de mate de coca y le hayan añadido un poco de anís y que eso te haya dado un metabolito que se encuentra en la cocaína. Esa postura que mantuvo Guerrero y su defensa no fue creída.

Luego de varios meses, se confirmaba que Magaly volvería a ATV, ya que lo anunciaba con videos promocionales del canal. Su programa Magaly TV, la firme volvería a transmitir. 
Hacia la década de 2020, Magaly se adentró en el mundo digital con su canal oficial de YouTube sin tocar temas de farándula. En 2024, la productora anunció que desarrollaría una plataforma de streaming en vivo con una parrilla de contenidos.

## Controversias

### Gisela Valcárcel
Su principal víctima mediática fue Gisela Valcárcel, considerada como una de las divas del medio audiovisual. Ambas se conocieron en persona en una presentación de gala a finales de los años 1980, en que Medina fue comentarista de la revista Oiga, a lado del entonces productor del exitoso formato Aló Gisela Guillermo Guille. Cuando entró a la televisión, fue crítica de Valcárcel, a quien la llamó «la seis puntos», en referencia a los seis puntos de índice de audiencia que obtenía la mencionada conductora en sus proyectos posteriores Gisela contigo de 1998 y el programa Siempre Gisela de 2005, ambos de corta duración. Desde entonces la presentadora recibió denuncias judiciales, a tal punto que contó al exdiputado Enrique Ghersi para asesorar su caso. Aun así, ambas se reunieron dos veces, en un juicio realizado por Valcárcel, en 2003, y esporádicamente en un programa televisivo.
Sin embargo, a partir de mayo de 2008, la relación habría cambiado, orientándose una posible reconciliación entre Medina y Valcárcel, al comentar positivamente del futuro programa concurso Bailando por un sueño, que organizó Gisela Valcárcel. Posteriormente Gisela la invitó a concursar en su programa de baile; en respuesta, Medina aceptó al conceder también a su rival una entrevista en su programa, que recibió altos índices de audiencia.  Ambas participaron en campañas benéficas. El día del estreno del programa de baile, por pedido de Medina, uno de sus reporteros le dio un obsequio: un ejemplar del libro El precio de ser Magaly Medina: mi verdad en la cárcel, el cual contenía una dedicatoria escrita por ella hacia la animadora. Un mes después Medina anunció su propia versión del concurso de baile con personalidades de la farándula.
A pesar del vínculo inestable entre ambas «comadres», en agosto de 2009, la presentadora asistió al debut del programa Amor, amor, amor, en Latina Televisión, volviéndose popular cuando los conductores del espacio animaron a la «Urraca» a contestar y conversar por el teléfono, que al otro lado de la línea estaba Valcárcel. Sin embargo, esta relación amistosa duró poco, cuando Medina la tildó de «hipócrita profesional», junto a una serie de acusaciones de conflicto de intereses en la elección de concursantes de El show de los sueños y posteriores. De hecho, algunos concursantes del sucesor concurso de baile El gran show fueron conocidos por los escándalos emitidos en el programa de espectáculos de Medina. Pese a ello, las «comadres» volvieron a reunirse cuando fueron invitadas en la feria de la Asociación Nacional de Ejecutivos de Programas de Televisión en 2013.

### César Hildebrandt
César Hildebrandt es uno de los periodistas que reconoció ser una de las víctimas de Medina, desde que ella empezó en los programa de espectáculos. En 1999 el periodista fue vetado de Frecuencia Latina luego de realizarse una entrevista dentro de las instalaciones del canal. Posteriormente, ambos se enfrentaron al aire entre el 2002 y 2009, mientras discutieron presencialmente y en televisión abierta temas de conyuntura política en el país. Como respuesta en las críticas de audiencia sobre calidad de sus reportajes, Medina respondió que «a mí sólo me interesa el rating, el resto se lo dejo a Verónica Ayllón».
Hildebrandt acusó a Medina en diversas ocasiones, siendo el más importante en 2008 cuando desprestigió la trayectoria de la presentadora porque «ni siquiera [es] prensa del corazón». En 2009, el periodista influyente alertó a Medina por intentar «autodenominarse autoridad moral de la prensa», después de que se emitiera un reportaje sin verificar sobre Angie Jibaja que, según él, «está dañando al periodismo». En 2015, Hildebrandt denunció que Magaly Medina se había molestado por hacer un reportaje sobre el dueño mayorista del canal Remigio Ángel González. En 2022 Medina admitió que respeta la trayectoria de su rival, a pesar de que «César Hildebrant no es santo de mi devoción».
A pesar de sus apariciones, el programa de espectáculos permitió que Hildebrandt revelara una primicia política que generó polémica en 2006. Se trató de una millonaria indemnización del gobierno hacia el dueño de Frecuencia Latina, Baruch Ivcher.

### Caso prostivedettes
El caso más recordado de la carrera de Medina fue el escándalo de las «Prostivedettes», ocurrido en el año 2000, en el que llegó a filmar con cámaras ocultas a las vedettes peruanas Mónica Adaro y Yesabella manteniendo relaciones sexuales en recintos privados a cambio de un supuesto intercambio económico. El caso llegó posteriormente al Poder Judicial, que le dio la razón a una de las bailarinas por invasión a la privacidad mas no por ejercicio del meretricio.
En 2003 Medina recibió la condena a cuatro años de prisión condicional. En 2005 Medina apeló a la Corte Suprema por considerar al tema de investigación como «público», solicitud que fue denegada por el Décimo Juzgado Penal de Lima mientras se embargó parte del sueldo junto a su productor Ney Guerrero además de una nueva advertencia del Ministerio Público. En 2006 el Tribunal Constitucional, en su expediente 6712-2005-HC/TC, tomó nuevas sanciones a la presentadora por «acción temeraria» contra la demandante Adaro. Medina fue también acusada de perpetrar una cortina de humo maquinada desde el SIN para distraer a la opinión pública.

### Problemas judiciales
En 1998 Medina fue denunciada por la organizadora del concurso Miss Perú, Deborah de Souza Peixoto Luna, debido a que la periodista afirmó que el concurso "se encontraba arreglado" y se jugaba con la ilusión de los aspirantes; lo cual afectó la honra y a la organización del concurso. Medina fue condenada a dos años prisión suspendida y al pago de una reparación civil de 30 mil soles.
Años después, en el 2000, Medina perdió otro juicio por difamación entablado por Gisela Valcárcel, debido a que afirmó que consumía drogas; lo cual afectó la imagen de la conductora. Magaly fue condenada a dos años de prisión suspendida y al pago de una reparación civil de 10 mil soles. En 2008 fue sentenciada en el juicio por difamación entablado por el productor Efraín Aguilar, debido a que acusó al productor de televisión de inducir a su elenco a «consumir drogas». Magaly fue sentenciada con cuatro meses de servicio a la comunidad y una reparación civil de cinco mil soles.
El futbolista Paolo Guerrero le entabló un juicio por difamación, ya que en noviembre de 2007 la revista de la conductora y en su programa de televisión se mostraron fotografías en las que el deportista se encontraba con su pareja saliendo de un restaurante en Miraflores y se afirmó que estas fueron tomadas el día anterior al partido Perú-Brasil. Sin embargo, la defensa de Guerrero afirmaba que tales imágenes fueron tomadas dos días antes del partido. El 16 de octubre de 2008, la jueza María Teresa Cabrera sentenció a Medina 5 meses de pena privativa de la libertad junto a su productor Ney Guerrero tras perder el caso que la conductora mantenía con el futbolista Guerrero. Este hecho generó una gran controversia en su país. No es la única vez que un deportista le acusara, ya que Jefferson Farfán, Renato Tapia y Andy Polo denunciaron posteriormente ante la corte judicial con o sin éxito.
En diciembre de 2022, la presentadora fue sentenciada a dos años de pena privativa de la libertad suspendida y debía pagar una reparación civil de S/70 mil al mencionado actor. En aquel año, la juez María del Pilar Castillo, del 1.er Juzgado Penal, señaló a Medina Vela como autora de los delitos contra el “honor, injuria y difamación agravada”, contra el querellante Cáceres Andrade, imponiéndole dos años privativa de libertad suspendida. El martes 6 de junio de 2023 Medina fue condenada en su contra por difamación agravada en agravio de 'Lucho' Cáceres. Por tanto, Magaly Medina es sentenciada a dos años de pena privativa de la libertad suspendida por el lapso de un año sujeta a determinadas normas de conducta, como no variar de domicilio o comparecer obligatoriamente, en forma mensual, ante el Registro de Control Biométrico.

### Penas de cárcel
El 16 de octubre de 2008, dentro del proceso judicial entablado por el futbolista profesional peruano Paolo Guerrero, se dio lectura a la sentencia de primera instancia, según la cual, Magaly Medina fue hallada responsable de la comisión del delito de difamación en agravio del referido deportista. Fue condenada a pena privativa de la libertad efectiva de cinco meses, que los cumplió parcialmente por 76 días en las celdas del penal de Santa Mónica, del distrito limeño de Chorrillos. Su abogado ha presentado apelación e interpuso un habeas corpus por la violación del derecho al debido proceso, el cual el día 30 de octubre del mismo año fue desestimado.
Por otro lado, su productor y expareja, Ney Guerrero, pasó tres meses en el penal San Jorge, condenado en el mismo proceso por el mismo delito. Este caso generó gran polémica en su país, donde incluso, el presidente de la República Alan García comentó que aunque «tiene algunos detractores veo que hay mucha presión social» para justificar esta medida.
El 31 de diciembre de 2008 recuperan su libertad, por el acuerdo del III juzgado para reos en cárcel, condenándola a libertad condicional por dos años. Debido a las irregularidades de su mención, el caso fue motivo de investigación por la Oficina de Control de la Magistratura. Además, la Corte Suprema de Justicia la condenó al pago de 200 mil nuevos soles a Paolo Guerrero y también al pago de más de 67 mil soles al Estado.
El Primer Juzgado Penal del Callao condenó el 16 de mayo de 2012 a Medina a tres años de prisión suspendida y al pago de 70 mil soles como reparación civil a favor del cantante Jean Pierre Vismara, tras ser declarada culpable por delito de difamación agravada.

### Protestas en San Marcos
El 31 de marzo de 2017, un grupo de estudiantes tomó la Universidad San Marcos, Medina descalificó la protesta en vivo: «no estoy escuchando a unos estudiantes que quieren estudiar una carrera, estoy viendo a aprendices de terroristas». Ellos rechazaron sus palabras y le dieron 24 horas para retirar lo dicho con la advertencia de que si no lo hacía, pondrían una denuncia por difamación e incluso le recordaron su pasado en prisión.
El 5 de abril de 2018 se volvió a repetir la toma de la universidad por reclamos al rector en problemas de estructura y docencia, Medina volvió a declarar en vivo que los estudiantes eran «vándalos». Los estudiantes nuevamente rechazaron la declaración pero no decidieron llevar el asunto al tema judicial.

## Libros
- — (2009). El precio de ser Magaly Medina: mi verdad en la cárcel. Editorial Planeta. ISBN 9789972239700.[112]
- — (2019). Hola, guapa: Sentirse y verse bien (sin necesitar que nadie más te lo diga). Editorial Planeta. ISBN 9786124431500.[113]

## Vida personal
En una entrevista concedida a Terra en 2012, Magaly Medina se autoproclamó como la «María Magdalena del periodismo». En 2011, ella se desvinculó de la noción de ser una líder de opinión y negó apoyar el «terrorismo electoral». Según la periodista Maritza Espinoza, Medina confesó en 2009 ser «la gallinita de los huevos de oro» del empresario mediático Ángel «El Fantasma» Gonzales.
Medina ha criticado en reiteradas ocasiones la labor de otros presentadores de programas políticos influyentes, como Mávila Huertas, Jessica Tapia, Sol Carreño, Claudia Cisneros y Juliana Oxenford. En particular, Medina confesó en su programa que solicitó al canal ATV la salida de Oxenford, luego de que esta advirtiera que «alguien muy poderoso» la habría retirado.  Estas declaraciones fueron rechazadas por el comunicador Rodrigo González, quien expresó su preocupación por la postura de Medina contra personas que tienen una ideología política contraria a la suya.
En 1983, contrajo matrimonio con Marco Mendoza, con quien tuvo a su único hijo, Gianmarco Mendoza Medina. Posteriormente mantuvo una relación de 7 años con su exproductor Ney Guerrero la cual terminó en buenos términos.
En 1989 se casó con César Lengua, exdirector del diario Ojo, y hasta 2009 fue director de la revista Magaly TeVe. Se divorció años después.
En diciembre del 2016, volvió a contraer nupcias con quien llamó el «amor de su vida», Alfredo Zambrano. Alejada temporalmente de la televisión en 2013, se convirtió en socia mayoritaria de Alife, inaugurando dos locales de Alife by Magaly.
El 10 de julio de 2020, Medina anunció en su programa que dio positivo al COVID-19 junto con su esposo (que días atrás había incumplido el toque de queda) y decidió someterse a una cuarentena voluntaria, continuando con la conducción de su programa desde su domicilio. El 14 de julio del 2020, no se presentó a su programa, debido a problemas técnicos que se presentaba durante las transmisiones de su programa desde su casa, por lo cual, decidió tomar un descanso de 2 semanas coincidiendo con la cuarentena voluntaria desde que salió positiva al COVID-19. Finalmente, después de recuperarse del virus y cumplir con el aislamiento en su casa, el 27 de julio del 2020, regresó con su programa.
El martes 30 de marzo de 2021, a través de su programa, Magaly TV la firme, Medina anunció un distanciamiento de su esposo Alfredo Zambrano. Sin embargo, luego de estar unos meses separados, la reconciliación fue anunciada por medio de la edición 700 de la revista Cosas en el mes de julio.
En 2023, anunció que luego de ganar fama en «ampayar a futbolistas» vive con guardias y otras medidas de seguridad en Lima, además de viajar al extranjero.
En 2025, confesó ser amiga de María Pía Copello, a quien ha tratado con más benevolencia en sus declaraciones que a cualquier figura televisiva.

## Filmografía

### Televisión
| Año           | Título                | Canal                                                     | Rol                                   |
| ------------- | --------------------- | --------------------------------------------------------- | ------------------------------------- |
| 1990          | Fuego cruzado         | ATV                                                       | Periodista                            |
| 1995–1997     | El noticiero          | ATV                                                       | Periodista                            |
| 1997–1998     | Pese a quien le pese  | ATV                                                       | Presentadora y periodista             |
| 1997–2012     | Magaly TeVe           | ATV (1997-1998) (2001-2012) Latina Televisión (1998-2000) | Presentadora                          |
| 2013          | Peru's Next Top Model | ATV                                                       | Jurado                                |
| 2014–2015     | Magaly                | Latina Televisión                                         | Presentadora                          |
| 2015          | En carne propia       | Latina Televisión                                         | Presentadora                          |
| 2017–2018     | 90 matinal            | Latina Televisión                                         | Presentadora                          |
| 2018          | La purita verdad      | Latina Televisión                                         | Presentadora                          |
| 2019-presente | Magaly TV La Firme    | ATV                                                       | Presentadora y directora periodística |

## Premios y nominaciones
| Premio                       | Año  | Nominación             | Trabajo             | Resultado | Ref.    |
| ---------------------------- | ---- | ---------------------- | ------------------- | --------- | ------- |
| Premios Martín Fierro Latino | 2023 | Mejor conductora de TV | Ella misma          | Ganadora  | [ 137 ] |
| Premios Luces                | 2024 | Mejor conducción       | Magaly TV, la firme | Nominada  | [ 138 ] |